# Al-Hawarta
Al-Hawarta – miejscowość w Egipcie, w muhafazie Al-Minja, w dystrykcie Al-Minja. W 2006 roku liczyła 6573 mieszkańców.